# بيرني وليامز
بيرني وليامز (بالإنجليزية: Bernie Williams)‏ هو لاعب كرة قاعدة أمريكي، ولد في 8 أكتوبر 1948 في ألاميدا في الولايات المتحدة.

## وصلات خارجية
- بيرني وليامز على موقع دوري كرة القاعدة الرئيسي (الإنجليزية)
- بيرني وليامز على موقع الدوري الياباني لكرة القاعدة (الإنجليزية)
- بيرني وليامز على موقعبيزبول رفرنس.كوم (الدوري الرئيسي) (الإنجليزية)
- بيرني وليامز على موقعبيزبول رفرنس.كوم (الدوري الثانوي) (الإنجليزية)
- بيرني وليامز على موقع إي إس بي إن.كوم (أم.أل.بي) (الإنجليزية)
- بيرني وليامز على موقع مشجعي الرسوم البيانية (الإنجليزية)